# VIII Congresso del Partito del Lavoro di Corea
Il VIII Congresso del Partito del Lavoro di Corea si è tenuto nella Casa della Cultura del 25 aprile a Pyongyang, capitale della Corea del Nord, dal 5 al 11 gennaio 2021. Sono stati eletti 7.000 delegati per rappresentare gli iscritti al partito. Il Congresso ha visto la riabilitazione della carica di Segretario Generale che nel precedente congresso era stata soppressa, ed ha visto l'elezione nella carica di Segretario Generale del Partito Kim Jong-un.